# Biokovinidae
Biokovinidae es una familia de foraminíferos bentónicos de la superfamilia Biokovinoidea, del suborden Biokovinina y del orden Loftusiida. Su rango cronoestratigráfico abarca desde el Jurásico.

## Discusión
Clasificaciones previas incluían Biokovinidae en el suborden Textulariina y en el orden Textulariida.

## Clasificación
Biokovinidae incluye a los siguientes géneros:
- Biokovina †
- Bosniella †
- Trochamijiella †

Otro género asignado a Biokovinidae y clasificado actualmente en otra familia es: 
- Chablaisia †, ahora en la familia Pfenderinidae

Otro género considerado en Biokovinidae es:
- Tokayella †